# Ів Конґар
Ів Конґар (фр. Yves Marie-Joseph Congar; 8 квітня 1904, Седан — 22 червня 1995, Париж) — французький католицький богослов, домініканець, представник «нової теології» (Nouvelle théologie), один із експертів Другого Ватиканського собору; з 26 листопада 1994 року — кардинал.

## Життєпис
Ів Конґар народився у Седані (Арденни, Франція) 8 квітня 1904 року в родині Жоржа і Люції Конґар. Навчався в малій семінарії в Реймсі і Католицькому інституті Парижа, 7 грудня 1925 року вступив до ордену домініканців, завершив своє навчання та отримав ступінь доктора в домініканському студійному домі Ле Сольшуер (Le Saulchoir). 25 липня 1930 року отримав священиче рукоположення і з 1931 до 1939 року викладав фундаментальне богослов'я та еклезіологію в Ле Сольшуер. У 1939 році мобілізований до армії, відтак протягом 5 років був військовополоненим. У кінці Другої світової війни Конґар повернувся в Ле Сольшуер, де викладав до 1954 року, коли йому було заборонено займатися викладацькою діяльністю. Тоді він побував у Єрусалимі, Римі і Кембриджі, поки не отримав постійного призначення в Страсбург (1956—1958).
На бажання Папи Івана XXIII він був запрошений допомогти в приготуванні Другого Ватиканського собору, де він працював у Комісії з доктринальних питань і зробив значний внесок у соборні документи про Церкву, екуменізм, одкровення, місії, священство та Церкву в сучасному світі.

## Кардинал
26 листопада 1994 року Папа Іван Павло ІІ надав дев'яносторічному о. Іву Конґару титул кардинала дияконії Сан-Себастьяно-аль-Палатіно. У зв'язку з його похилим віком папа не зобов'язував Конґара до єпископських свячень, як цього вимагали новітні постанови стосовно кардиналів.
Помер 22 червня 1995 року в Парижі в Домі інвалідів. Похований у крипті домініканців на цвинтарі Монпарнас.

## Публікації
Ів Конґар опублікував понад 1700 найменувань статей і книг. Серед них:
- «Chrétiens désunis — Principes d'un „œcuménisme“ catholique» (Париж 1937)
- «Saint Thomas serviteur de la vérité» (1937)
- «Vraie et fausse réforme dans l'Église» (Париж 1950 (1-ше вид.), 1968 (2-ге вид.)
- «Leur résistance» (1948)
- «Esquisses du mystère de l'Église» (Париж 1953)
- «Jalons pour une théologie du laïcat» (Париж, серія «Unam Sanctam» n. 23, 1953)
- «Le Mystère du temple, ou L'Économie de la Présence de Dieu à sa créature de la Genèse à l'Apocalypse» (Париж 1958)
- «La Tradition et les traditions Étude historique» (Vol. I), «Étude théologique» (Vol, II) (Париж 1960—1963)
- «Les Voies du Dieu vivant, Théologie et vie spirituelle» (Париж, серія «Cogitatio fidei» no 3, 1962)
- «Sacerdoce et laïcat, devant leurs tâches d'évangélisation et de civilisation» (Париж, серія «Cogitatio fidei», 1962)
- «Chrétiens en dialogue. Contributions catholiques à l’œcuménisme» (Париж 1964)
- «Jésus-Christ. Notre Médiateur, notre Seigneur» (Париж 1965)
- «Situation et tâches présentes de la théologie» (Париж, серія «Cogitatio fidei», 1967)
- «Cette Église que j'aime» (Париж 1968)
- «Ministères et communion ecclésiale» (Париж 1971)
- «Un peuple messianique. L'Église, sacrement du salut — Salut et libération» (Париж, серія «Cogitatio fidei», 1975)
- «La Crise dans l'Église et Mgr Lefebvre» (Париж 1977)
- «Diversités et communion. Dossier historique et conclusion théologique» (Париж, серія «Cogitatio fidei», 1982)
- «Martin Luther, sa foi, sa réforme — Études de théologie historique» (Париж 1983)
- «Entretiens d'automne» (Париж 1987)
- «La Tradition et la vie de l'Église» (Париж, серія «Traditions historiques», 1984)
- «Église et papauté — Regards historiques» (Париж 1994)
- «Écrits réformateurs (Textes choisis et présentés par Jean-Pierre Jossua)» (Париж 1995)
- «Je crois en l'Esprit-Saint» (Париж 1995, 880 p., (1-ше вид. в 3-х томах у 1978—1980)
- «L'Église. De saint Augustin à l'époque moderne» (Париж 1997)
- «Journal de la Guerre (1914—1918)» (Париж 1997 і 1998)
- «Journal d'un théologien (1946—1956)» (Париж 2000)
- «Vaste monde, ma paroisse. Vérité et dimension du Salut» (Париж 2000).